# 뮐러관 무발생
뮐러관 무발생(Müllerian agenesis)은 뮐러관이 무발생되는 희귀질환이다. 질의 속 부분과 자궁이 존재하지 않는다. 무월경의 15% 가량을 차지한다. 네 명의 의학자의 이름을 따서 마이어-로키탄스키-퀴스터-하우저 증후군(영어: Mayer–Rokitansky–Küster–Hauser syndrome), 약자 MRKH라고도 부른다.

## 분류
- 정형 MRKH (발현률 64%)
- 비정형 MRKH (발현률 24%)
- MURCS 증후군 (발현률 12%)[2]

## 치료
질의 상부를 만들어주는 수술을 한다. 이 증후군을 가진 사람을 위해 자궁 이식이 시도되고 있다. 2014년에 출산에 성공했다.

## 같이 보기
- 재생의학